# Каримова-Тилляева, Лола Исламовна
Ло́ла Исла́мовна Кари́мова-Тилля́ева  (узб. Lola Islom qizi Karimova-Tillayeva/Лола Ислом қизи Каримова-Тилляева; род. 3 июля 1978, Ташкент, Узбекская ССР) — младшая дочь первого президента Узбекистана Ислама Каримова (1990—2016). Постоянный представитель Республики Узбекистан при ЮНЕСКО, дипломат.
2 февраля 2018 года покинула пост посла Узбекистана при ЮНЕСКО.
6 марта 2018 года Лола Каримова-Тиллаева покинула пост президента Федерации гимнастики Узбекистана.

## Биография
Получила учёную степень магистра по международному праву в Университете мировой экономики и дипломатии в Ташкенте, позже получила степень кандидата психологических наук в Ташкентском государственном университете.
Замужем за бизнесменом Тимуром Тилляевым. Имеет троих детей (дочери Мариам, Сафия и сын Умар). Мариам Тилляева уже давно живет в США.

### Благотворительность
Лола Каримова-Тилляева является основателем двух крупных благотворительных организаций в Узбекистане: Республиканского общественного детского фонда «Ты не одинок» (узб. Sen Yolg'iz Emassan), оказывающего помощь детям-сиротам, и Республиканского центра социальной адаптации детей, основной целью которого является помощь детям-инвалидам и детям из неблагополучных семей. Лола Каримова-Тилляева способствовала инициированию и осуществлению ключевых национальных реформ по улучшению ситуации в детских домах Узбекистана, благодаря которым многие дети получили больше возможностей для своего развития.

### Преподавательская деятельность
На всех этапах своей карьеры в качестве преподавателя университета, главы Федерации гимнастики Узбекистана, почётного Президента Азиатского гимнастического союза и заместителя директора филиала Московского государственного университета в Ташкенте, Лола Каримова-Тилляева строго придерживается своей веры в то, что образование, культура и спорт являются ключевыми факторами в поддержании мира и толерантности, служат мостом между цивилизациями и помогают преодолевать невежество и стереотипы.

## Семья и богатство
Замужем. Муж — Тимур Хакимович Тилляев, предприниматель. Вместе они воспитывают троих детей: дочь Марьям, сына Умара и младшую дочь Сафию. Дочь — Марьям Тилляева, актриса и блогер, родилась в 1999 году. В 2021 году она вышла замуж за российского блогера Амирана Сардарова, однако позже они развелись.
Семья Каримовой-Тилляевой владел значительными активами, включая оптовый рынок «Абу Сахий» в Ташкенте, основанный ее мужем Тимуром Тилляевым в 2006 году. По данным расследований, этот рынок стал крупнейшим центром импорта в Узбекистане. Согласно некоторым сообщениям, ежемесячный нелегальный доход от «Абу Сахий» составлял 300 млн долларов в год. После передачи компании новым владельцам официальные налоги от «Абу Сахий» значительно возросли.
В 2013 году газета The New York Times сообщила, что Лола Каримова-Тилляева приобрела несколько многомиллионных особняков в Лос-Анджелесе через офшорные компании. Адвокат Каримовой-Тилляевой подверг критике эту статью, утверждая, что информация в ней недостоверна.
В 2011 году Лола Каримова-Тилляева подала иск против французского издания Rue89 за то, что ее назвали «дочерью диктатора». Суд отклонил иск, постановив, что такое описание не является клеветой.
В интервью BBC в 2013 году Лола Каримова-Тилляева заявила, что не общается со своей сестрой Гульнарой Каримовой уже 12 лет, подчеркнув отсутствие семейных или дружеских отношений между ними. Эти разногласия привлекли внимание общественности и стали предметом обсуждения в СМИ.
Семья Тилляевых владеет недвижимостью за пределами Узбекистана. В 2020 году три виллы на Голливудских холмах в Лос-Анджелесе, принадлежащие Лоле Каримовой-Тилляевой и Тимуру Тилляеву, были выставлены на продажу общей стоимостью 18,9 млн долларов. В 2023 году они продали особняк в Беверли-Хиллз за 36 млн долларов.
В интервью Би-би-си в 2013 г. заявила, что 12 лет не поддерживает отношений со своей старшей сестрой.